# Santa Maria de Belém
Santa Maria de Belém is een voorstad en een voormalige freguesia (plaats) in de Portugese gemeente Lissabon. Het maakt deel uit van de freguesia Belém en telt 8.541 inwoners (2011).
Belém (Portugees voor Bethlehem) is gesticht toen Emanuel I van Portugal in 1495 de troon besteeg. In de gemeente vinden we twee van de belangrijkste monumenten van de stad, de Mosteiro dos Jerónimos en de Torre de Belém. Beide monumenten staan op de UNESCO-Werelderfgoedlijst
Naast andere musea en parken vindt men er een tropische botanische tuin, de Jardim Botânico Tropical.
Ajuda · 
Alcântara · 
Alvalade (Alvalade · Campo Grande · São João de Brito) · 
Areeiro (Alto do Pina · São João de Deus) · 
Arroios (Anjos · Pena · São Jorge de Arroios) · 
Avenidas Novas (Nossa Senhora de Fátima · São Sebastião da Pedreira) · 
Beato · 
Belém (Santa Maria de Belém · São Francisco Xavier) · 
Benfica · 
Campo de Ourique (Santa Isabel · Santo Condestável) · 
Campolide · 
Carnide · 
Estrela (Lapa · Prazeres · Santos-o-Velho) · 
Lumiar · 
Marvila · 
Misericórdia (Encarnação · Mercês · Santa Catarina · São Paulo) · 
Olivais · 
Parque das Nações · 
Penha de França (Penha de França · São João) · 
Santa Clara (Ameixoeira · Charneca) · 
Santa Maria Maior (Castelo · Madalena · Mártires · Sacramento · Santa Justa · Santiago · Santo Estêvão · São Cristóvão e São Lourenço · São Miguel · São Nicolau · Sé · Socorro) · 
Santo António (Coração de Jesus · São José · São Mamede) · 
São Domingos de Benfica · 
São Vicente (Graça · Santa Engrácia · São Vicente de Fora)